# 馬瑞·沃特金斯
馬瑞·沃特金斯（英語：Marley Watkins；1990年10月17日—）是一位威爾斯足球運動員。在場上的位置是中場。現效力於蘇格蘭足球超級聯賽球隊基爾馬諾克。

## 外部連結
- 足球数据库：馬瑞·沃特金斯的球员统计数据